# Radziszewo-Sobiechowo
Radziszewo-Sobiechowo – wieś w Polsce położona w województwie podlaskim, w powiecie wysokomazowieckim, w gminie Ciechanowiec.
W latach 1975–1998 miejscowość administracyjnie należała do województwa łomżyńskiego.
Wierni kościoła rzymskokatolickiego należą do parafii Parafia św. Doroty w Winnej Poświętnej.

## Historia
Wieś założona w pobliżu niewielkiej rzeczki Siennicy, lewym dopływem Nurca. W I Rzeczypospolitej należała do ziemi drohickiej w województwie podlaskim.
Początkowo w całości w posiadaniu Radziszewskich. Na skutek działów utworzyła się tzw. okolica szlachecka Radziszewo, w obrębie której znalazły się: Radziszewo-Króle, Radziszewo-Sieńczuch, Radziszewo-Sobiechowo i Radziszewo Stare.
Pod koniec wieku XIX w powiecie bielskim, gubernia grodzieńska, gmina Skórzec.
W roku 1921 w Radziszewie-Sobiechowie naliczono 20 budynków z przeznaczeniem mieszkalnym i 94 mieszkańców (40 mężczyzn i 54 kobiety). Narodowość polską zadeklarowały 93 osoby, a białoruską 1. Wyznanie rzymskokatolickie zgłosiły 93 osoby, a prawosławne 1.